# Fight of My Life
Fight of My Life é o terceiro álbum de estúdio da banda The Insyderz, lançado em 1998.

## Faixas
Todas as faixas por The Insyderz e Joe Yerke, exceto onde anotado.
1. "Jigsaw" - 2:56
2. "What Happened to Joe?" - 2:51
3. "Paradise" - 3:22
4. "The Hunted" (Calcagno, Insyderz, Yerke) - 4:17
5. "Game Day" - 4:04
6. "Forgive and Forget" - 3:20
7. "Trinidad" - 2:24
8. "Rat Race" - 4:12
9. "Just What I Needed" (Ocasek) - 3:15
10. "Fight of My Life" - 4:03
11. "Paradise" Insyderz, Yerke  11:48

## Créditos
- Joe Yerke - Vocal
- Beau McCarthy - Baixo
- Bram Roberts - Trompete
- Mike Rowland - Trombone
- Nate Sjogren - Bateria
- Kyle Wasil - Guitarra